# Carole Weyers
Carole Weyers (Anderlecht, 30 de novembro de 1984) é uma atriz belga. Ela é mais conhecida por seus papéis nos filmes Finding Focus (2011) e Winterlong (2016) e por interpretar Elodie Lancefield na série de televisão Manhattan, da WGN America.

## Vida pregressa
Carole Weyers nasceu em Anderlecht, na Bélgica. Ela se formou no Institut des Arts de Diffusion em Louvain-La-Neuve, Bélgica, em 2006, e depois na Academia de Música e Arte Dramática de Londres em 2007. Em 2010, ela se mudou para Los Angeles, na Califórnia, para seguir a carreira de atriz e estudar no Estúdio de Atuação Howard Fine.

## Carreira
Weyers apareceu em várias séries de televisão americanas, incluindo Manhattan, NCIS, Grey's Anatomy, Modern Family e The Missing File.
No teatro, Weyers interpretou peças modernas e clássicas: Os Dois Cavalheiros de Verona de William Shakespeare, L'Illusion Comique de Pierre Corneille, Rinoceronte de Eugène Ionesco, Todos os Meus Filhos de Arthur Miller. Em 2014, ela foi indicada ao prêmio Ovation de Melhor Atriz Coadjuvante em uma peça por Henrique V.
Em 2019, Weyers desempenhou um papel principal pela primeira vez em uma série, com a série francesa Double je. Ela ganhou o prêmio de Melhor Atriz no Festival Series Mania.

## Prêmios e indicações
| Ano  | Prêmio                | Categoria                        | Obra       | Resultado |
| ---- | --------------------- | -------------------------------- | ---------- | --------- |
| 2014 | Prêmio Ovation        | Melhor Atriz em Destaque em Peça | Henrique V | Indicado  |
| 2019 | Festival Series Mania | Melhor Atriz                     | Double je  | Venceu    |